# Arthur (película de 1981)
Arthur (conocida como Arthur, el soltero de oro en España y Arthur, el millonario seductor En Hispanoamérica) es una película de 1981, dirigida por Steve Gordon.

## Argumento
Arthur Bach es un alcohólico mimado de la ciudad de Nueva York, al que le gusta que lo conduzcan en su limusina Rolls-Royce Silver Wraith con su chofer por Central Park. Arthur es un millonario, heredero de una parte de la vasta fortuna de su familia, pero le dicen que será suya sólo si se casa con la mujer de clase alta Susan Johnson, la hija de un conocido socio comercial de su padre. 
Arthur no ama a Susan, pero su familia necesita ese matrimonio por conveniencia para aumentar su fortuna, siente que ella finalmente lo hará crecer, madurar y mejorar como persona, porque están molestos con los escándalos, excesos, problemas provocados por sus borracheras nocturnas, incluso con la policía y afectan la imagen, prestigio y los intereses de su familia en la sociedad. 
Durante un viaje de compras en Manhattan para preparar su boda, acompañado por su ayuda de cámara, Hobson, Arthur es testigo de cómo una joven, Linda Marolla, roba una corbata y ella es descubierta, pero él intercede rápidamente ante el guardia de seguridad de la tienda en su nombre, donde lo conocen por ser un cliente con mucho prestigio y luego le pide una cita. A pesar de su atracción por ella, Arthur sigue presionado por su familia para que se case con Susan.
Mientras visita a su abuela Martha, el confundido y presionado Arthur comparte sus sentimientos por Linda, pero se le advierte nuevamente con ser repudiado por su familia al evadir su matrimonio con Susan, perjudicar las empresas y los intereses de su familia, debe casarse con Susan para ayudar a su familia y dejar su vida de escándalos porque avergüenzan a su familia. 
Hobson, el mayordomo que siempre ha sido más un padre para él, que el verdadero padre de Arthur, preocupado más por los negocios de la familia y administrar su fortuna, se da cuenta de que Arthur está comenzando a cambiar, crecer y mejorar como persona, puede ser feliz si está verdaderamente enamorado, entonces interviene en la situación y en secreto, alienta a la joven Linda a asistir a la fiesta de compromiso de Arthur. 
Hobson le confía a Linda en secreto, entender que Arthur la ama y no quiere casarse con Susan. Linda también ama a Arthur, entonces interrumpe la fiesta familiar, con la dos familias de millonarios reunidas y se lleva a cabo en la propiedad del padre de Arthur, surge una situación de conflicto en las familias, entonces Arthur escapa con ella y finalmente pasan tiempo juntos a solas, lo cual es rastreado con preocupación por ambas familias y tratan de separarlos. 
Más tarde, Hobson es hospitalizado y Arthur corre a su lado, prometiendo cuidar personalmente en el hospital a la persona que siempre lo ha cuidado durante mucho tiempo y lo considera un padre, Hobson le dice que siga sus sentimientos y sea feliz con Linda. Después de varias semanas, Hobson muere, y luego Arthur, que ha estado sobrio todo el tiempo, se deprime mucho, mete en una borrachera y provoca un escándalo en la ciudad. 
El día de su boda, visita el restaurante donde trabaja Linda y le propone matrimonio, le revela no amar a Susan y es solamente un matrimonio por conveniencia, decidido por sus familias sin considerar sus sentimientos, pero Linda se siente traicionada y lo rechaza. En la iglesia, el día de la boda deja plantada a Susan y considera no debe casarse con nadie, lo que resulta en una pelea familiar,  el padre de Linda, un hombre tosco, abusivo, millonario y egoísta, Burt Johnson, intente apuñalar a Arthur con un cuchillo de queso, aunque Martha se lo impide.
Arthur, herido y atontado, anuncia en la iglesia que no habrá boda y luego se desmaya poco después por la herida del cuchillo. Más tarde, Linda atiende las heridas de Arthur en su casa humilde y conversan sobre cómo vivir una vida de pobreza. Una Martha horrorizada interviene para rescatarlo, le dice a Arthur que al final si puede quedarse con parte de su fortuna, porque ningún Bach ha sido de la clase trabajadora y esto sería otro escándalo más para su familia.
Arthur se niega por orgullo y para no ofender a Linda, pero en el último minuto cuando salen a la calle, habla en privado con Martha y le dice que quiere ser feliz con Linda, Martha acepta su decisión. Cuando regresa al lado de Linda en su humilde hogar, le dice rechazar de nuevo esa propuesta, se refiere a la invitación a cenar de Martha, pero finalmente aceptó recibir una parte de la herencia de $ 750 millones, para no complicar la imagen de su familia. Arthur está complacido porque ahora se va a casar con Linda, su amor verdadero y el chofer Bitterman conduce a la pareja por Central Park.

## Reparto
- Dudley Moore como Arthur Bach
- Liza Minnelli como Linda Marolla
- John Gielgud como Hobson
- Geraldine Fitzgerald como Martha Bach
- Jill Eikenberry como Susan Johnson
- Stephen Elliott como Burt Johnson
- Thomas Barbour como Stanford Bach
- Ted Ross como Bitterman
- Barney Martin como Ralph Marolla
- Paul Gleason como ejecutivo
- Phyllis Somerville como vendedora
- Lou Jacobi como propietario de una tienda de plantas
- Justine Johnston como la tía Pearl
- Irving Metzman como guardia de seguridad de la tienda
- Anne De Salvo como Gloria
- Lawrence Tierney como Man in Diner Exigente Roll
- Mark Margolis ( sin acreditar ) como invitado a la boda
- Gordon Press como Change Maker

## Producción

### Banda sonora
Inicialmente se le pidió al cantante de pop Christopher Cross que compusiera  partitura de la película, pero el guionista / director Steven Gordon no se sentía cómodo con su falta de experiencia en la composición de películas y el trabajo se le dio a Burt Bacharach. Se le pidió a Cross que compusiera una canción para la película que hizo, " Arthur's Theme", que escribió con Bacharach junto con Carole Bayer Sager y Peter Allen.

## Premios
- Oscar al mejor actor de reparto: John Gielgud.
- Oscar a la mejor canción: Best That You Can Do.
- Nominación al Oscar al mejor actor principal: Dudley Moore.
- Nominación al Oscar al mejor guion.

## En la cultura popular
La serie animada  The Critic  protagonizada por Jon Lovitz muestra una parodia de "Arthur" llamada "Arthur 3: Revenge of the Liver", donde el personaje de Arthur Bach (con la voz de Maurice LaMarche personificando a Dudley Moore) se muestra ebrio y se le informa que tiene cirrosis del hígado.
En 2020, la película fue galardonada en el  On Cinema at the Cinema Séptimo especial anual de los Oscar. El experto en cine Gregg Turkington presentó un adelanto especial de la celebración del 40 aniversario de la película, que estaba prevista para el especial de los Oscar 2021.